# Миссис Санта-Клаус (телефильм)
«Миссис Санта-Клаус» (англ. Mrs. Santa Claus) — американский рождественский музыкальный телефильм 1996 года телеканала CBS, снятый режиссёром Терри Хьюзом с актрисой и певицей Анджелой Лэнсбери в главной роли Анны Клаус.

## Сюжет
Действие происходит в декабре 1910 года. Эльфы Санта-Клауса (не в последнюю очередь — за счёт оргспособностей его супруги) ухитрились закончить приготовление всех подарков за неделю до рождества, и миссис Клаус пытается уговорить мужа испытать новый, разработанный ею маршрут для доставки подарков детям — однако он слишком увлечен текущими делами и практически не обращает на неё внимания. Уставшая быть лишь «тенью великого человека» и безвылазно дожидаться мужа среди снегов, Анна Клаус хочет решиться на «что-нибудь этакое» и в конце концов берёт сани и оленей Санты, и отправляется в поездку сама. Попав в буран над Нью-Йорком, она вынужденно делает посадку и уже после неё обнаруживает, что один из оленей, Кьюпид, подвернул ногу. Любезный молодой итальянец Марчелло из соседней конюшни осматривает оленя и констатирует, что травма небольшая и заживёт в спокойной обстановке менее чем за неделю.
Понимая, что застряла почти до наступления Рождества, Анна пользуется предложением молодого человека пожить у знакомой ему дамы, сдающей комнаты, и тот вводит её в суматошный мир манхэттенской Авеню A, где можно одновременно услышать «come sta», «bless my soul» и «ой-вэй» или закусить с одного и того же лотка маринованной селёдкой, лазаньей и чоу мейн и в целом уживаются люди самых разных культур. Представившаяся как «миссис Норт» (чуть не проговорившись о том, что приехала с North Pole, северного полюса), она поселяется в доме еврейских иммигрантов, в политически активную дочь которых Сади влюблён Марчелло. Она обретает много друзей, особенно среди женщин и детей, участвует в общественных страстях, связанных с борьбой за права женщин и против эксплуатации детского труда — и возвращается домой, к Санте, осознавшему, как же она ему нужна.

## В ролях
| Актёр            | Роль |
| ---------------- | --- |
| Анджела Лэнсбери | миссис Анна Клаус / «миссис Норт»                                                                         |
| Чарльз Дёрнинг   | Санта-Клаус                                                                                               |
| Майкл Джетер     | Арво (главный эльф Санта-Клауса)                                                                          |
| Линси Бартилсон  | Нора Килкенни (девочка-ирландка, эмигрировавшая вместе с отцом, работница игрушечной фабрики)             |
| Розалинда Харрис | миссис Лёвенштейн (владелица меблированных комнат, сдающая жильё; еврейка-эмигрантка из Восточной Европы) |
| Дебра Вайзман    | Сади Лёвенштейн (дочь миссис Лёвенштейн, юная суфражистка, агитирующая за избирательные права для женщин) |
| Дэвид Норонья    | Марчелло Дамороко (молодой эмигрант из Италии, влюблённый в Сади)                                         |
| Брайен Мюррей    | инспектор Дойл (полицейский, эмигрант из Ирландии)                                                        |
| Терренс Манн     | Огастес П. «Оги» Тавиш (коммерсант, хозяин фабрики игрушек Tavish Toys)                                   |

## Саундтрек
Все перечисленные музыкальные номера были написаны Джерри Херманом
- Seven Days 'Til Christmas — исполняют Майкл Джетер, Кристи Лайнс, Джейми Торчеллини и Анджела Лэнсбери
- Mrs. Santa Claus — Анджела Лэнсбери
- Avenue A — Дэвид Норонья, Грейс Киги, Линда Кернс и др.
- Avenue A (Reprise) — Анджела Лэнсбери
- A Tavish Toy — Тарранс Манн и дети
- Almost Young — Анджела Лэнсбери
- Almost Young (Reprise) — дети и Анджела Лэнсбери
- Suffragette March — Линда Кернс, Грейс Киги, Дебра Вайзман, Анджела Лэнсбери и др.
- We Don’t Go Together At All — Дебра Вайзман и Дэвид Норонья
- Whistle — Анджела Лэнсбери и Линси Бартилсон
- Dear Mrs. Santa Claus — Чарльз Дёрнинг
- Whistle (Reprise) — Анджела Лэнсбери и Линси Бартилсон
- He Needs Me — Анджела Лэнсбери
- The Best Christmas Of All — Чарльз Дёрнинг, Анджела Лэнсбери и др.

## Постановка и съёмочная группа
Постановка была основана на идее известного композитора и автора бродвейских мюзиклов Джерри Хермана, ещё на стадии зарождения идеи предложившего её Анджеле Лэнсбери — которая горячо одобрила замысел и попросила композитора дать ей знать, когда будет написана хоть часть музыки. Сценарий был написан подключенным вскоре Херманом к работе сценаристом Марком Зальцманом и включал, помимо обычных рождественских тем, «социально-горячие», выраженные через борьбу за женское избирательное право и против эксплуатации детского труда. Постановку обеспечивала компания мужа Анджелы Corymore Productions (выполнявшая ту же роль в ряде её фильмов и сериалов, включая «Она написала убийство») с её же пасынком Дэвидом Шоу в качестве исполнительного продюсера.

## Реакция критиков, номинации и награды
Постановка получила смешанные отзывы. Большинство критиков положительно оценили музыку Хермана, исполнение Лэнсбери и других артистов и хореографию Роба Маршалла. В то же время, некоторые из них, признавая «благородные амбиции» сценария, отметили, что попытка совмещения рождественского мюзикла и социального фильма не достигла своей цели, а возможно, подобное совмещение и не могло её достичь. Дуглас Пратт также отметил «упорную съёмку Терри Хьюзом хореографии с неподходящих углов, заслуживающую куска угля в его носке».
В конечном итоге, телефильм был оценен рядом технических номинаций телевизионных премий:
ADG Excellence in Production Design Awards (1996)
- Номинация в категории «Дизайн в телефильм или мини-сериале»

Прайм-тайм премия «Эмми» (1997)
- Номинация в категории «Выдающаяся работа художника постановщика в мини-сериале или „спешиале“» (Хаб Брэден, Мэри Додсон, Эллен Тотлебен)
- Номинация в категории «Выдающаяся хореография» (хореограф Роб Маршалл)
- Номинация в категории «Выдающийся дизайн костюмов в мини-сериале или „спешиале“» (дизайнер костюмов Боб Маки)
- Приз в категории «Выдающийся дизайн причёсок в мини-сериале или „спешиале“» (парикмахеры-стилисты Дороти Андре, Лола «Скип» Макнэлли, Глория Монтемайор)
- Номинация в категории «Выдающиеся музыка и слова песен» (Джерри Херман)

В 2003—2005 годах в театральной прессе появлялись сведения о планах Джерри Хермана и Марком Зальцмана развить сюжет фильма в сценический мюзикл, однако к августу 2005 стало понятно, что завершение проекта откладывается, по крайней мере, до конца 2006 года.